# Beto Perez
 (mai 2013).
Alberto « Beto » Perez, né le 15 mars 1970, est un danseur et chorégraphe colombien. Il est le fondateur du programme d'entraînement physique Zumba.

## Biographie

### Carrière
Beto Perez a conçu le programme Zumba dans les années 1990. Il dit avoir imaginé ce concept mélangeant danse et fitness lors d'un cours d'aérobie qu'il animait en Colombie. Ayant oublié la musique qu'il utilisait habituellement et n'ayant sur lui que de la musique de danse latine, il a improvisé sa classe d'aérobie sur ces airs de salsa et merengue. Au début des années 2000, il s'installe aux États-Unis pour y importer le concept de Zumba. C'est là qu'il rencontre Alberto Perlman et Alberto Aghion, avec qui il crée la compagnie Zumba Fitness. 

### Vie privée
Il a une fille née le 11 janvier 2020 qui s'appelle Antonella. 

## Discographie

### Collaborations
- 2012 : Fiesta Buena de DJ Mam's feat. Luis Guisao, Soldat Jahman et Beto Perez